# Adeline Yen Mah
Adeline Yen Mah (chinesisch 馬嚴君玲 / 馬嚴君玲, Pinyin Mǎ Yán Jūnlíng, geborene Yen 嚴 / 嚴,  Yán; * 30. November 1937 in Tianjin, Republik China) ist eine chinesisch-amerikanische Schriftstellerin.
Adeline Yen Mah schrieb ein Buch mit dem Titel Fallende Blätter, in dem sie ihre schreckliche Kindheit verarbeitet. Sie ist mit Bob Mah verheiratet, mit dem sie eine Tochter, Ann, hat. Außerdem hat sie von ihrem früheren Mann noch einen Sohn, Roger. Sie lebt in den USA.

## Publikationen
- Fallende Blätter (orig: Falling leaves return to their roots), 1999, München, Zürich, Diana-Verlag, ISBN 3-8284-5023-7.
- Chinese Cinderella: The True story of an Unwanted Daughter, 1993.
- Der Ursprung der zehntausend Dinge : die spirituelle Welt Chinas (orig.: Watching the tree), 2003, München, Deutscher Taschenbuchverlag, ISBN 3-423-24345-7.
- One Written Word is Worth a Thousand Pieces of Gold. A memoir of china’s Past through its Proverbs, Harper Collins Publishers, London, England 2003, ISBN 0-00-712451-1.